# Fabianus

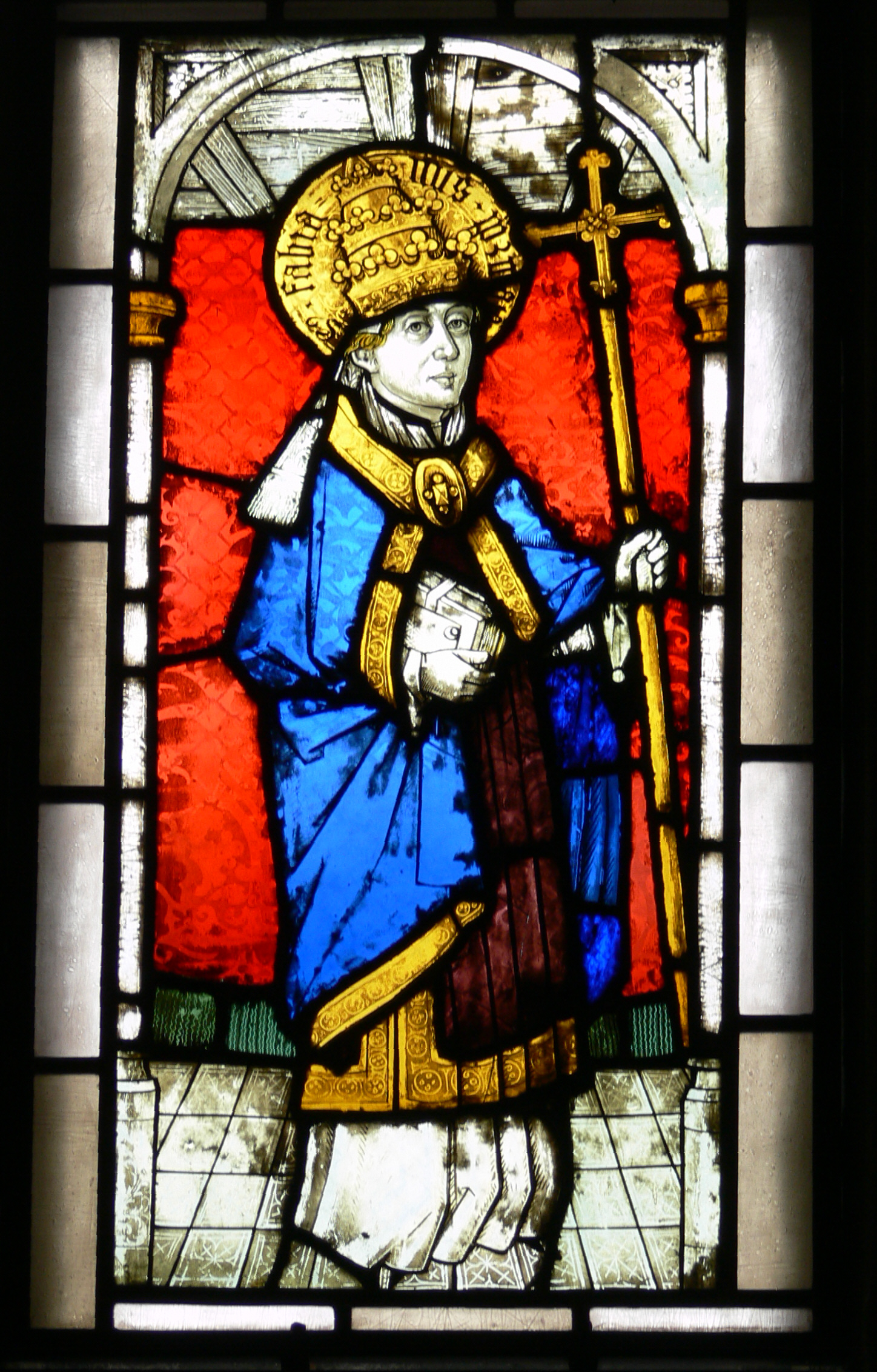
Heiliger Fabianus (Glasgemälde des 15. Jahrhunderts, Evangelische Stadtkirche Ravensburg)

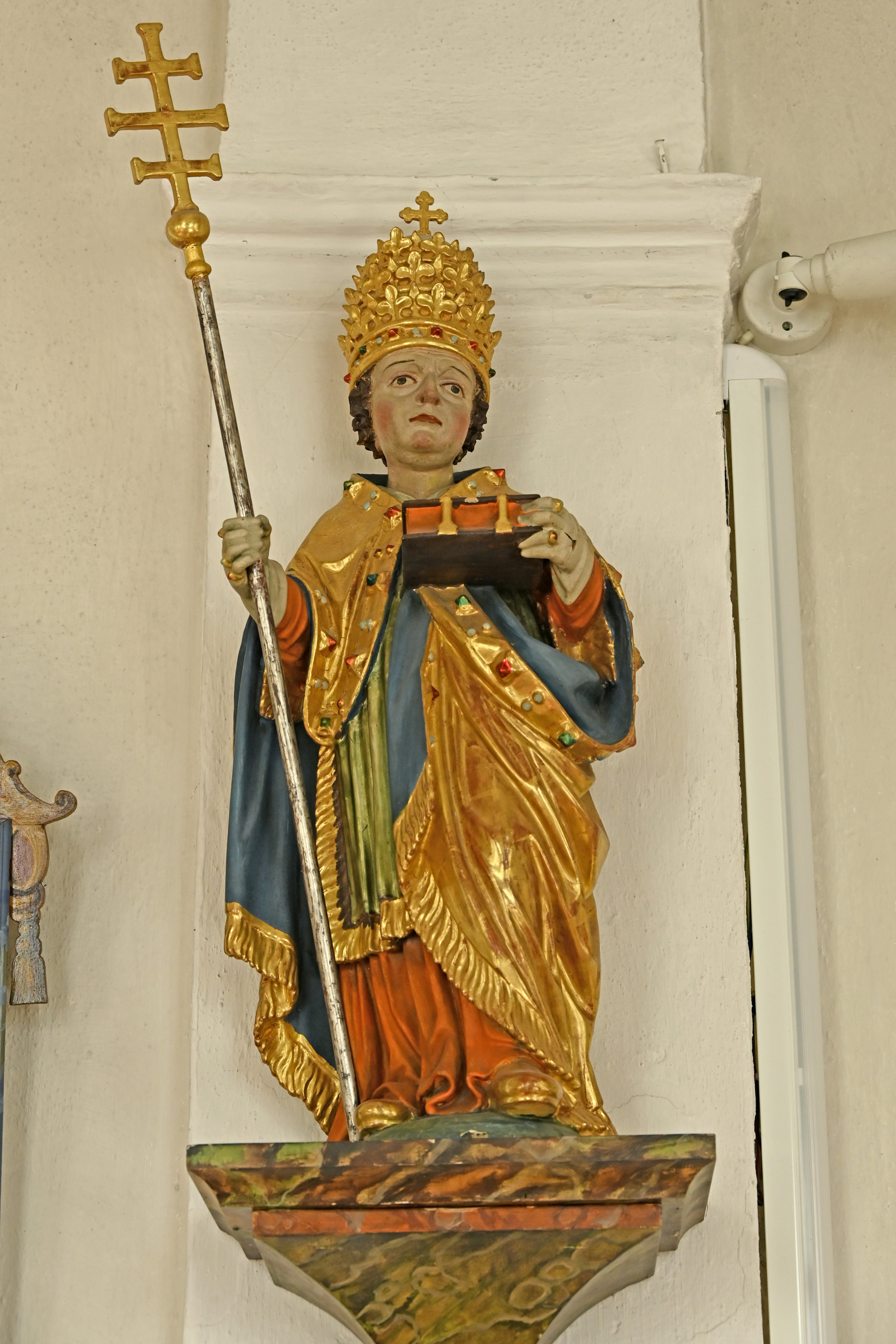
Frühbarocke Statue St. Fabian in St. Sebastian (Pfronten)

Der heilige Fabian oder Fabianus, nach einer Quelle Flavius (* vor 178 in Rom; † 20. Januar 250 ebenda), Bischof und Märtyrer, wurde im Januar 236 zum Bischof von Rom gewählt und am 10. Januar 236 nach siebentägiger Sedisvakanz als Nachfolger von Anterus inthronisiert. Sein lateinischer Name bedeutet „aus dem Geschlecht der Fabier“.

## Leben
Eusebius von Caesarea berichtet, wie die Christen, die sich in Rom versammelt hatten, um einen neuen Bischof zu wählen, sahen, wie sich auf dem Haupt Fabians eine Taube niederließ. Fabian, ein Laie und Fremder in der Stadt, wurde dadurch als für diese Würde auserwählt betrachtet und zum Bischof ernannt, obwohl es zahlreiche andere, starke Kandidaten für die Besetzung des vakanten Bischofsamtes gab. Die Stellung als Bischof von Rom hatte er bis zu seinem Tod inne. Fabian starb als Märtyrer während der Verfolgungen durch Kaiser Decius am 20. Januar 250. Er wurde in der Calixtus-Katakombe in Rom bestattet. Sein Sarkophag wurde 1915 entdeckt.
Auch wenn es nur wenige bestätigte Quellen aus jener Zeit gibt, gibt es doch genug Hinweise darauf, dass Fabianus’ Episkopat große Bedeutung für die Geschichte der frühen Kirche hatte. Er soll die Kirche neu organisiert und zahlreiche Gemeinden im heutigen Frankreich gegründet haben.
Er stand in Glaubensfragen mit Origenes, dem großen Kirchenlehrer des Ostens, in Verbindung. Nach der Überlieferung teilte er Rom in sieben Diakonatsbezirke mit 7 Diakonen und 46 Presbytern ein. Dies ist die früheste Grundlage der späteren Kardinaltitelkirchen, wie sie heute bestehen.

## Schutzpatron
Der heilige Fabian ist zusammen mit dem heiligen Sebastian der Schutzpatron der Stadt Selm in Westfalen. Zudem gilt er als Patron der Töpfer und Zinngießer.
Seine Attribute sind das Papstkreuz, das Schwert und eine Taube.
In Rom ist der heilige Fabian der Namens- und Schutzpatron der Titelkirche Santi Fabiano e Venanzio. Darüber hinaus ist er Patron zahlreicher Kirchen.

## Gedenktag
- Katholisch: 20. Januar (Nichtgebotener Gedenktag im Allgemeinen Römischen Kalender).
- Orthodox: 5. August

## Bauernregeln
Auf den Gedenktag des Heiligen beziehen sich zahlreiche Bauernregeln:
- An Fabian und Sebastian fängt der rechte Winter an.
- Um Fabian und Sebastian, da fängt der Baum zu saften an.
- Sturm und Frost an Fabian, ist allen Saaten wohlgetan.[1]
- Fabian im Nebelhut, der tut den Bäumen gar nicht gut.
- Tanzen um Fabian schon die Mücken, muss man später den Kühen das Futter bezwicken.
- Sonnenschein um Fabian und Sebastian, der lässt den Tieren das Futter ausgah'n.
- Um Fabian und Sebastian, da nimmt auch der Tauber die Taube an.